# Rinøya
Rinøya est une localité du comté de Nordland, en Norvège.

## Géographie
Administrativement, Rinøya fait partie de la kommune de Lødingen.